# Karol Strug
Karol Strug (ur. 29 sierpnia 1926 w Krakowie, zm. 28 maja 2018) – polski działacz filatelistyczny i dziennikarz, wieloletni redaktor naczelny Echa Dnia.

## Życiorys
Karierę dziennikarską rozpoczął w 1948 we wrocławskim Kurierze Ilustrowanym. Od 1960 związany był z prasą kielecką piastując między innymi funkcję kierownika magazynu Słowa Ludu oraz sekretarza miesięcznika społeczno-kulturalnego Przemiany. Był twórcą i w latach 1971–1980 pierwszym redaktorem naczelnym kieleckiego dziennika regionalnego Echa Dnia. W dorobku miał między innymi reportaże z Brazylii, Urugwaju i Argentyny. Z redakcją Echa Dnia związany był do 2013, w końcowym okresie publikując popularne na łamach tego dziennika – horoskopy. Karol Strug był także wieloletnim członkiem Oddziału Kieleckiego Stowarzyszenia Dziennikarzy Rzeczypospolitej Polskiej.
W latach 1966–1993 był prezesem Zarządu Okręgu Polskiego Związku Filatelistów w Kielcach, w latach 1966–1994 członkiem Zarządu Głównego PZF, w latach 1981–1986 członkiem Prezydium ZG PZF. W 1986 został członkiem honorowym PZF, w 2002 członkiem honorowym Polskiej Akademii Filatelistyki. Był także komisarzem krajowym Światowych Wystaw Filatelistycznych w Szwecji, Niemczech, Austrii, Turcji, Bułgarii i na Węgrzech.
Ostatnie lata życia spędził w Domu Pomocy Społecznej imienia Florentyny Malskiej w Kielcach. Zmarł 28 maja 2018. Pochowany na cmentarzu komunalnym w Cedzynie.